# Włodzimierz Kuroczyński

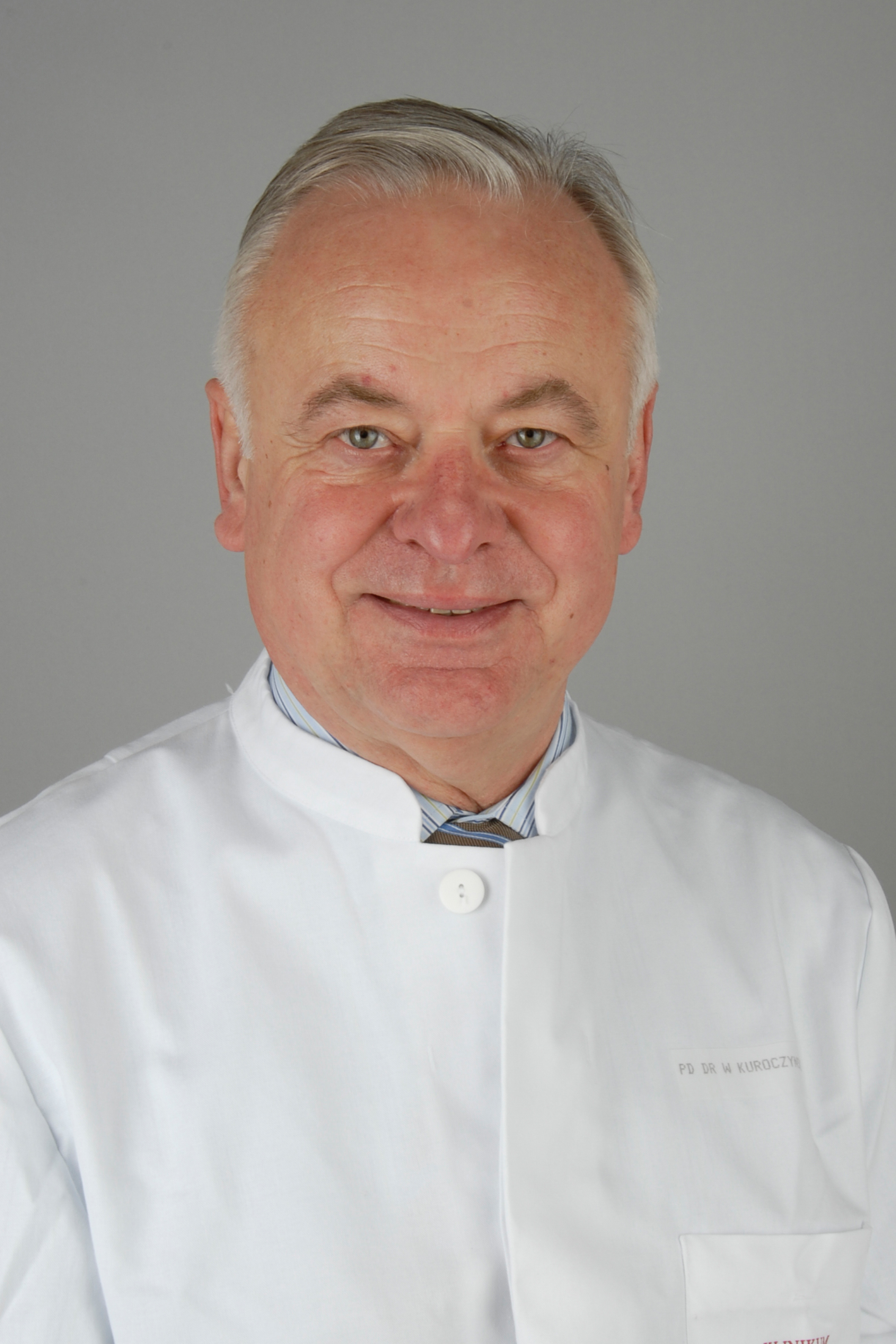
Włodzimierz Kuroczyński

Włodzimierz Kuroczyński (* 1. September 1950 in Pabianice) ist ein polnischstämmiger Allgemeinchirurg und Herzchirurg sowie Hochschullehrer.

## Biographie
Włodzimierz Kuroczyński studierte zwischen 1968 und 1974 Medizin an der Medizinischen Akademie Łódź. Anschließend arbeitete er als Assistent beim Prof. Jan Moll an der führenden Klinik für Herzchirurgie am Institut für Kardiologie der Medizinischen Akademie Łódź, wo er 1983 den Doktortitel erlangte. Im Jahr 1984 absolvierte er die Examen und erlangte die Spezialisierung in der Allgemeinchirurgie.
Während der Arbeit bei Prof. Jan Moll engagierte er sich insbesondere in der Behandlung angeborener Herzfehler. Er übte dabei eine führende Rolle bei der Einführung kontinuierlicher Aortennaht bei der End-zu-End-Anastomose in der operativen Behandlung von der Aortenisthmusstenose. Darüber hinaus beteiligte er sich maßgeblich bei der Einführung vom Kammerseptumdefekt Verschluss über dem rechten Vorhofzugang.
1984 führte als erster in Polen die interventionelle Ballondilatation in kongenitalem valvulären Pulmonalstenose durch.
In den Jahren 1989/90 war er Stipendiat an der Johannes Gutenberg-Universität Mainz, wo er ab Mitte 1990 bei Prof. Hellmut Oelert in der Klinik für Herz-, Thorax- und Gefäßchirurgie der Universitätsmedizin der Johannes Gutenberg-Universität Mainz arbeitete. Im Jahr 1996 spezialisierte er sich ebenda im Bereich der Herzchirurgie und arbeitet fortan als Oberarzt.
2003 erlangte er den akademischen Titel Privatdozent mit seiner Habilitationsschrift zum Thema Der angeborene Herzfehler: Eine kontinuierliche Herausforderung an die Weiterentwicklung herzchirurgischer Behandlungskonzepte in der Klinik für Herz-, Thorax- und Gefäßchirurgie der Universitätsmedizin der Johannes Gutenberg-Universität Mainz.
Ab 2005 leitete er die Kinderherzchirurgie in der Klinik für Herz-, Thorax- und Gefäßchirurgie der Universitätsmedizin der Johannes Gutenberg-Universität Mainz und führte die extrakardiale Fontan-Operation ein. In der operativen Behandlung der Transposition der großen Arterien führte er die Technik der direkten Rekonstruktion der Pulmonalarterie ein. Im Jahr 2015 ging er in den Ruhestand.
Von 2016 bis 2018 lehrte er als Professor in der Außenstelle der Posener Sportakademie in Gorzów Wielkopolski.